# 14310 Shuttleworth
14310 Shuttleworth eller 1966 PP är en asteroid i huvudbältet, som upptäcktes 7 augusti 1966 av Boyden-observatoriet. Den är uppkallad efter affärsmannen och rymdturisten Mark Shuttleworth.
Asteroiden har en diameter på ungefär 7 kilometer.